# McClusky
McClusky är administrativ huvudort i Sheridan County i North Dakota. Enligt 2020 års folkräkning hade McClusky 322 invånare.